# NGC 1997
NGC 1997 (również ESO 86-SC1) – gromada otwarta, znajdująca się w gwiazdozbiorze Złotej Ryby, w Wielkim Obłoku Magellana. Odkrył ją John Herschel 30 listopada 1834 roku.